# MTVフィルムズ
MTVフィルムズ（MTV Films）は、ケーブルチャンネルMTVの姉妹映画製作会社。1996年に設立され、MTVの番組の映画を主に撮影しており、『BEAVIS AND BUTT-HEAD』や『ジャッカス・ザ・ムービー』で知られている。撮影された映画はパラマウント・グローバルのグループであるパラマウント・ピクチャーズによって配給される。2006年8月21日にニコロデオン・ムービーズとMTVフィルムズはパラマウント・ピクチャーズの子会社となった。2008年にMTVフィルムズはイラク戦争抗議映画の『ストップ・ロス/戦火の逃亡者』を製作した。 
MTVフィルムズの最新作は『フットルース 夢に向かって』。

## 製作作品
| 原題                            | 邦題                                                  | 米国公開日     |
| ------------------------------- | ----------------------------------------------------- | -------------- |
| Joe's Apartment                 | 『ジョーズ・アパートメント』                          | 1996年7月26日  |
| Beavis and Butt-head Do America | 『劇場版 ビーバス&バットヘッド DO AMERICA』           | 1996年12月20日 |
| Dead Man on Campus              |                                                       | 1998年8月21日  |
| Varsity Blues                   | 『バーシティ・ブルース』                              | 1999年1月15日  |
| 200 Cigarettes                  | 『200本のたばこ』                                     | 1999年2月26日  |
| Election                        | 『ハイスクール白書 優等生ギャルに気をつけろ!』        | 1999年5月7日   |
| The Wood                        |                                                       | 1999年7月16日  |
| The Original Kings of Comedy    | 『キング・オブ・コメディ』                            | 2000年8月18日  |
| Save the Last Dance             | 『セイブ・ザ・ラストダンス』                          | 2001年1月12日  |
| Pootie Tang                     |                                                       | 2001年6月29日  |
| Zoolander                       | 『ズーランダー』                                      | 2001年9月28日  |
| Orange County                   | 『オレンジ・カウンティ』                              | 2002年1月11日  |
| Crossroads                      | 『ノット・ア・ガール』                                | 2002年1月15日  |
| Martin Lawrence Live: Runteldat | 『マーティン・ローレンス ザ・ライブ』                 | 2002年8月2日   |
| Jackass: The Movie              | 『ジャッカス・ザ・ムービー』                          | 2002年10月25日 |
| Better Luck Tomorrow            |                                                       | 2003年4月11日  |
| The Fighting Temptations        | 『ファイティング・テンプテーションズ』                | 2003年9月19日  |
| Tupac: Resurrection             | 『トゥパック:伝説の死と再生』                         | 2003年11月14日 |
| The Perfect Score               | 『スカーレット・ヨハンソンの百点満点大作戦』          | 2004年1月30日  |
| Napoleon Dynamite               | 『ナポレオン・ダイナマイト』                          | 2004年8月27日  |
| Coach Carter                    | 『コーチ・カーター』                                  | 2005年1月14日  |
| The Longest Yard                | 『ロンゲスト・ヤード』                                | 2005年5月27日  |
| Hustle & Flow                   | 『ハッスル&フロウ』                                   | 2005年7月22日  |
| Murderball                      | 『マーダーボール』                                    | 2005年7月22日  |
| Get Rich or Die Tryin'          |                                                       | 2005年11月9日  |
| Æon Flux                        | 『イーオン・フラックス』                              | 2005年12月2日  |
| Broken Bridges                  |                                                       | 2006年9月8日   |
| Jackass Number Two              | 『jackass number two the movie 限界越えノーカット版』 | 2006年9月22日  |
| Freedom Writers                 | 『フリーダム・ライターズ』                            | 2007年1月5日   |
| Blades of Glory                 | 『俺たちフィギュアスケーター』                        | 2007年3月30日  |
| Beneath                         |                                                       | 2007年8月7日   |
| How She Move                    | 『ストンプ！』                                        | 2008年1月25日  |
| Stop-Loss                       | 『ストップ・ロス/戦火の逃亡者』                       | 2008年3月28日  |
| The Foot Fist Way               |                                                       | 2008年5月30日  |
| Dance Flick                     | 『最強絶叫ダンス計画』                                | 2009年5月22日  |
| Jackass 3D                      | 『ジャッカス3D』                                      | 2010年10月15日 |
| Justin Bieber: Never Say Never  | 『ジャスティン・ビーバー ネヴァー・セイ・ネヴァー』   | 2011年2月11日  |
| Footloose                       | 『フットルース 夢に向かって』                         | 2011年10月14日 |
| Katy Perry: Part of Me          | 『ケイティ・ペリー パート・オブ・ミー3D』             | 2012年7月5日   |
| Hansel & Gretel: Witch Hunters  | 『ヘンゼル & グレーテル』                             | 2013年1月25日  |
| Jackass Presents: Bad Grandpa   | 『ジャッカス/クソジジイのアメリカ横断チン道中』       | 2013年10月25日 |
| Project Almanac                 | 『プロジェクト・アルマナック』                        | 2015年1月30日  |
| Eli                             | 『ELI/イーライ』                                      | 2019年10月18日 |

### 近日公開作
- Monster Problems（2020年）

## 外部サイト
- 公式ウェブサイト（英語）[リンク切れ]
- MTVフィルムズ - IMDb（英語）